# Thế vận hội Mùa đông 1988
Thế vận hội Mùa đông 1988, hay Thế vận hội Mùa đông XV, được tổ chức từ 13 tháng 2 đến 28 tháng 2 năm 1988 tại Calgary, Alberta, Canada. Tất cả có 57 quốc gia tham dự.

## Các quốc gia tham dự
| \| - Andorra (4) - Argentina (16) - Úc (24) - Áo (93) - Bỉ (4) - Bolivia (7) - Bulgaria (31) - Canada (147) (chủ nhà) - Chile (6) - Trung Quốc (20) - Đài Bắc Trung Hoa (13) - Costa Rica (2) - Síp (3) - Tiệp Khắc (62) - Đan Mạch (11) \| - Fiji (1) - Phần Lan (60) - Pháp (92) - Đông Đức (56) - Tây Đức (116) - Anh Quốc (70) - Hy Lạp (7) - Guam (1) - Guatemala (7) - Hungary (6) - Iceland (3) - Ấn Độ (3) - Ý (85) - Jamaica (6) - Nhật Bản (63) \| - CHDCND Triều Tiên (6) - Hàn Quốc (33) - Liban (4) - Liechtenstein (13) - Luxembourg (1) - México (12) - Monaco (4) - Mông Cổ (3) - Maroc (3) - Hà Lan (23) - Antille thuộc Hà Lan (3) - New Zealand (11) - Na Uy (89) - Philippines (1) - Ba Lan (33) \| - Bồ Đào Nha (5) - Puerto Rico (10) - România (14) - San Marino (5) - Liên Xô (119) - Tây Ban Nha (13) - Thụy Điển (91) - Thụy Sĩ (94) - Thổ Nhĩ Kỳ (8) - Hoa Kỳ (167) - Quần đảo Virgin thuộc Mỹ (8) - Nam Tư (23) \| | | | |
| - Andorra (4) - Argentina (16) - Úc (24) - Áo (93) - Bỉ (4) - Bolivia (7) - Bulgaria (31) - Canada (147) (chủ nhà) - Chile (6) - Trung Quốc (20) - Đài Bắc Trung Hoa (13) - Costa Rica (2) - Síp (3) - Tiệp Khắc (62) - Đan Mạch (11) | - Fiji (1) - Phần Lan (60) - Pháp (92) - Đông Đức (56) - Tây Đức (116) - Anh Quốc (70) - Hy Lạp (7) - Guam (1) - Guatemala (7) - Hungary (6) - Iceland (3) - Ấn Độ (3) - Ý (85) - Jamaica (6) - Nhật Bản (63) | - CHDCND Triều Tiên (6) - Hàn Quốc (33) - Liban (4) - Liechtenstein (13) - Luxembourg (1) - México (12) - Monaco (4) - Mông Cổ (3) - Maroc (3) - Hà Lan (23) - Antille thuộc Hà Lan (3) - New Zealand (11) - Na Uy (89) - Philippines (1) - Ba Lan (33) | - Bồ Đào Nha (5) - Puerto Rico (10) - România (14) - San Marino (5) - Liên Xô (119) - Tây Ban Nha (13) - Thụy Điển (91) - Thụy Sĩ (94) - Thổ Nhĩ Kỳ (8) - Hoa Kỳ (167) - Quần đảo Virgin thuộc Mỹ (8) - Nam Tư (23) |

| - Andorra (4) - Argentina (16) - Úc (24) - Áo (93) - Bỉ (4) - Bolivia (7) - Bulgaria (31) - Canada (147) (chủ nhà) - Chile (6) - Trung Quốc (20) - Đài Bắc Trung Hoa (13) - Costa Rica (2) - Síp (3) - Tiệp Khắc (62) - Đan Mạch (11) | - Fiji (1) - Phần Lan (60) - Pháp (92) - Đông Đức (56) - Tây Đức (116) - Anh Quốc (70) - Hy Lạp (7) - Guam (1) - Guatemala (7) - Hungary (6) - Iceland (3) - Ấn Độ (3) - Ý (85) - Jamaica (6) - Nhật Bản (63) | - CHDCND Triều Tiên (6) - Hàn Quốc (33) - Liban (4) - Liechtenstein (13) - Luxembourg (1) - México (12) - Monaco (4) - Mông Cổ (3) - Maroc (3) - Hà Lan (23) - Antille thuộc Hà Lan (3) - New Zealand (11) - Na Uy (89) - Philippines (1) - Ba Lan (33) | - Bồ Đào Nha (5) - Puerto Rico (10) - România (14) - San Marino (5) - Liên Xô (119) - Tây Ban Nha (13) - Thụy Điển (91) - Thụy Sĩ (94) - Thổ Nhĩ Kỳ (8) - Hoa Kỳ (167) - Quần đảo Virgin thuộc Mỹ (8) - Nam Tư (23) |

## Môn thi đấu
| - Trượt tuyết Alpine - Biathlon - Xe trượt băng (bobsleigh) - Trượt tuyết việt dã (cross-country skiing) - Bi đá trên băng (curling)¹ - Trượt băng nghệ thuật (figure skating) - Trượt tuyết tự do (freestyle skiing)¹ | - Khúc côn cầu (hockey) - Luge - Trượt tuyết Nordic - Trượt băng vòng ngắn (short track speed skating)¹ - Nhảy ski - Trượt băng (speed skating) |

¹ Bộ môn biểu diễn tại Thế vận hội này.

## Thành tích

### Bảng huy chương
| 1  | Liên Xô (URS)   | 11 | 9  | 9 | 29 |
| 2  | Đông Đức (GDR)  | 9  | 10 | 6 | 25 |
| 3  | Thụy Sĩ (SUI)   | 5  | 5  | 5 | 15 |
| 4  | Phần Lan (FIN)  | 4  | 1  | 2 | 7  |
| 5  | Thụy Điển (SWE) | 4  | 0  | 2 | 6  |
| 6  | Áo (AUT)        | 3  | 5  | 2 | 10 |
| 7  | Hà Lan (NED)    | 3  | 2  | 2 | 7  |
| 8  | Tây Đức (FRG)   | 2  | 4  | 2 | 8  |
| 9  | Hoa Kỳ (USA)    | 2  | 1  | 3 | 6  |
| 10 | Ý (ITA)         | 2  | 1  | 2 | 5  |
| 13 | Canada (CAN)    | 0  | 2  | 3 | 5  |